# Газоконденсатний поклад
Газоконденсатний поклад (рос.газоконденсатная залежь, англ. gas condensate field; нім. Gaskondensatlager n) — індивідуальне скупчення в надрах у пароподібному стані бензино-гасових вуглеводнів та їх аналогів, які при ізотермічному зниженні пластового тиску випадають у вигляді газового конденсату.

## Загальна характеристика
До газоконденсатних покладів звичайно відносять поклади із вмістом конденсату не нижче 5–10 г/м3. Можуть бути приурочені до будь-яких пасток і колекторів. За джерелом рідких вуглеводнів виділяють первинні газоконденсатні поклади (утворені на глибинах понад 3,5 тис. м) і вторинні, що формуються шляхом випаровування частини нафт. суміші.
За термобаричним станом розрізняють насичені і ненасичені газоконденсатні поклади.
Утворення газоконденсатних покладів пов'язане з ретроградними явищами (зворотним випаровуванням і зворотною конденсацією), які ґрунтуються на здатності рідких вуглеводнів при певних термобаричних умовах розчинятися в стиснених газах і конденсуватися з останніх під час зниження тиску. Газоконденсатні поклади характеризуються вмістом стабільного конденсату, тиском максимальної конденсації при різних температурах і тиском початку конденсації, складом пластового газу і конденсату, потенційним вмістом рідких вуглеводнів (С5Н12+вищі) і т. д.
Звичайно визначають вихід конденсату в г/м³ — кількість рідкої фази, яка виділяється з 1 м3 газу при певному тиску і температурі в промислових умовах (т. зв. сирий конденсат). Вміст конденсату для газоконденсатних покладів коливається від 5-10 до 500—1000 г/м3 природного газу родовища.
Характерною особливістю газоконденсатних покладів є перебування конденсату і газу в пластових умовах у однофазовому газоподібному стані і підпорядкуванні їх законам зворотньої (ретроградної) конденсації.
Сутність зворотного випаровування і конденсації полягає в тому, що при тисках і температурах вищих критичних ізотермічне підвищення тиску призводить до випаровування компонентів суміші, а ізотермічне зниження тиску - до їхньої конденсації.
У зоні докритичних тисків перерозподіл компонентів вуглеводнів між фазами відбувається у звичайній послідовності (пряма конденсація і випаровування), тобто при ізотермічному збільшенні тиску газові компоненти вуглеводневої суміші можуть переходити у рідкий стан, а при ізобаричному підвищенні температури  випаровуватись.
При розгляді явищ ретроградної конденсації необхідно пам’ятати, що для однокомпонентної системи критичною є максимальна температура, при якій ця однокомпонентна сполука ще може бути переведена з газоподібного стану у рідкий шляхом підвищення тиску. Тиск, що відповідає критичній температурі даної сполуки, називається його критичним тиском. Точка, у якій обидві фази (рідка і газоподібна) стають ідентичними за своїми властивостями (між ними зникає меніск), називається критичною точкою.

В Україні Державним балансом на початок ХХІ ст. враховано бл. 290 родовищ природного газу. Більшість родовищ — комплексні. З них 79 — газові, 98 — газоконденсатні, 53 — нафтоконденсатні, газонафтові та нафтогазові — 11. Початкові сумарні ресурси природного газу складають бл. 6700 млрд м3.
Газоконденсатна суміш є складною вуглеводневою системою. Фазове перетворення у газоконденсатних системах за певних термобаричних умов ускладнює математичне моделювання фільтраційних процесів газоконденсатних сумішей у пористих середовищах. Двофазна багатокомпонентна модель руху газоконденсатної суміші має кілька різновидів, одним з яких є бінарна модель. У рамах бінарного представлення газоконденсатної системи, течія газоконденсатної суміші в пластах описується рухом двофазного вуглеводневого флюїду («газ-конденсат»).
Експлуатація газоконденсатного покладу здійснюється з використанням сайклінг-процесу, для чого організується закачування газу, що видобувається, назад у пласт після його відбензинювання.